# Wanda Szmielew
Wanda Szmielew est une mathématicienne polonaise née Wanda Montlak le 5 avril 1918 à Varsovie et morte le 27 août 1976 dans la même ville. Elle est la première à prouver la décidabilité de la théorie du premier ordre des groupes abéliens. Les axiomes de Szmielew-Tarski portent son nom.

## Biographie
Wanda Montlak est née le 5 avril 1918 à Varsovie. Elle termine ses études secondaires en 1935. Elle entre à l'Université de Varsovie, où elle étudie la logique mathématique auprès d'Adolf Lindenbaum, Jan Łukasiewicz, Kazimierz Kuratowski et Alfred Tarski,,. En 1937, elle épouse le géomètre Borys Szmielew.
Durant la guerre, elle interrompt ses études, devient géomètre tout en enseignant dans la clandestinité et en poursuivant ses recherches,. Elle est connue alors sous deux pseudonymes, Wanda Gawrońska puis Wanda Kowalska. Après la libération de la Pologne, elle reprend ses études et obtient en 1947 un poste d'assistante à l'Université de Łódź (fondée en mai 1945). Après avoir obtenu son diplôme, elle retourne à l'Université de Varsovie, où elle obtient, en 1947, une maîtrise avec un mémoire « O zupełności teorii grup abelowych bez elementów cyklicznych (Sur l'exhaustivité de la théorie des groupes abéliens sans éléments cycliques) ».
En 1949 et 1950, Wanda Szmielew est invitée à l'Université de Californie à Berkeley, où Tarski, en exil depuis la guerre, a trouvé un poste permanent. Compte-tenu de l'avancement de ses travaux, elle pense pouvoir terminer sa thèse en un an tout en donnant les cours demandés par son université d'accueil,. Pour plus de commodité matérielle et de fluidité dans les échanges scientifiques avec son directeur, elle est accueillie chez le couple Tarski. Elle soutient sa thèse en 1950.
De retour à Varsovie elle est nommée en 1954 (année où naît sa fille), maîtresse de conférences. Elle est professeure en 1967. Elle devient membre de la commission des manuels scolaires du Ministère de l'éducation. De 1965 à 1967, elle est quatre fois professeure invitée à Berkeley chez Tarski afin d'approfondir ses recherches. Elle est décrite comme sûre d'elle, audacieuse et indépendante, très bien organisée dans ses méthodes de travail et attachée à la qualité de l'enseignement qu'elle donne au public étudiant. En 1972, elle est professeure invitée à l'Université Humboldt de Berlin. Gravement malade à partir de 1974, elle se lance dans l'écriture de plusieurs ouvrages et textes, mais elle ne peut les finir. Elle meurt d'un cancer le 27 août 1976 à Varsovie. Ses travaux sur la géométrie euclidienne sont publiés à titre posthume par sa collègue Maria Moszynska.
Elle est membre de la Société mathématique de Pologne et, entre 1959 et 1961, la présidente du groupe de Varsovie.

## Travaux
Les recherches de Szmielew portent sur les fondements des mathématiques, au croisement notamment de l'algèbre et de la géométrie,.
Ses premières recherches, finies en 1938, portent sur l'axiome du choix. Elles sont publiées après la guerre en 1947,.

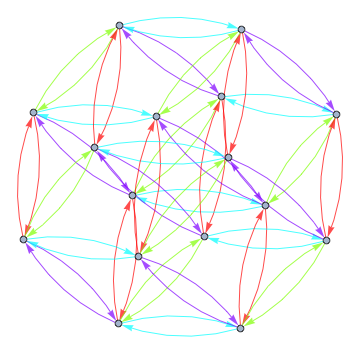
Visualisation du groupe abélien (2,2,2,2).

Pendant la Seconde Guerre mondiale, ses recherches menées en solitaire portent sur des problèmes de logique qui appartiennent aujourd’hui au domaine de l’informatique théorique. Elle a notamment travaillé sur un problème de décision basé sur l'élimination des quantificateurs pour la théorie des groupes abéliens.
Elle soutient son doctorat, « Propriétés élémentaires des groupes abéliens » à Berkeley en 1950, sous la direction de Tarski,. Elle y démontre la décidabilité de la théorie des groupes abéliens, ce qui lui permet d'accéder à la notoriété et de recevoir le Prix du Ministre de l'Enseignement Supérieur de Pologne (pl) en 1956,. En 1954, pour la publication de ces résultats dans une revue, Tarski réussit à convaincre Szmielew de reformuler son travail en fonction de sa théorie des fonctions arithmétiques. Une décision qui amène Solomon Feferman à qualifier ce travail d'« illisible ». En 1972, Paul Eklof et Edward Fischer prouvent à nouveau, en utilisant des techniques de  théorie des modèles plus standard, le résultat de Szmielew,.
De retour à Varsovie, ses recherches se sont tournées vers les fondements de la géométrie (en). Elle propose un algorithme géométrique basé sur la géométrie hyperbolique qui se substitue par sa simplicité à celui d'Enden-Rechnung de Hilbert. Avec Karol Borsuk, elle publie un texte sur le sujet en 1955, texte traduit en anglais en 1960, ainsi qu'une autre monographie, publiée à titre posthume en 1981 et en traduction anglaise en 1983.
Dans les années 1970, ses recherches cherchent à tisser des ponts entre algèbre et géométrie. Les axiomes de Szmielew-Tarski portent son nom. Ces travaux sur la géométrie euclidienne sont publiés à titre posthume en 1981 par sa collègue Maria Moszynska,. Le projet qu'elle mène avec Alfred Tarski sur les fondements métamathématiques de la géométrie euclidienne est achevé en 1983 par Wolfram Schwabhäuser.

## Engagement
Durant une grande partie de sa vie, Wanda Szmielew est adhérente de partis politiques. De 1948 à 1959, elle fait partie du Parti ouvrier unifié polonais.

## Hommages et distinctions
- Prix du Ministre de l'Enseignement Supérieur de Pologne (pl) en 1956 pour sa thèse[6] ;
- Médaille du 10e anniversaire de la Pologne populaire en 1955[14] ;
- Prix de l'Académie polonaise des sciences en 1960[4] ;
- Lauréate de concours de la Société mathématique de Pologne en 1962[8] ;
- Chevalière de l'ordre Polonia Restituta en 1973[2] ;
- Un séminaire porte son nom à l'université de Varsovie[8].

## Publications
Elle est l'autrice d'une trentaine de publications dont :
- (en) Wanda Szmielew, « On choices from finite sets » [« Sur les choix parmi des ensembles finis »], Fundamenta Mathematicae, vol. 34,‎ 1947, p. 75–80 (ISSN 0016-2736 et 1730-6329, DOI 10.4064/fm-34-1-75-80, lire en ligne, consulté le 8 mai 2024)
- (en) Wanda Szmielew, « Elementary properties of Abelian groups » [« Propriétés élémentaires des groupes abéliens »], Fundamenta Mathematicae, vol. 41, no 2,‎ 1955, p. 203–271 (ISSN 0016-2736 et 1730-6329, DOI 10.4064/fm-41-2-203-271, lire en ligne, consulté le 8 mai 2024)
- (pl) Borsuk, Karol; Szmielew, Wanda, Podstawy geometrii [« Fondements de la géométrie »], Varsovie, 1955
- (pl) Wanda Szmielew et Maria Moszyńska, Od geometrii afinicznej do euklidesowej: rozważania nad aksjomatyką [« De la géométrie affine à la géométrie euclidienne : considérations sur l'axiomatique »], Państwowe Wydawnictwo Naukowe, coll. « Biblioteka Matematyczna », 1981 (ISBN 978-83-01-01374-5)
- (de) Wolfram Schwabhäuser, Alfred Tarski et Wanda Szmielew, Metamathematische Methoden in der Geometrie [« Méthodes métamathématiques en géométrie »], Springer, coll. « Hochschultext », 1983 (ISBN 978-3-540-12958-5 et 978-0-387-12958-7)